# شوپینگ (سوئد)
شهر شوپینگ (به سوئدی: Köping, Sweden) در ناحیه شهری شوپینگ در کشور سوئد واقع شده‌است. جمعیت این شهر ۱۴۶۵٫۳  نفر است.

## نگارخانه

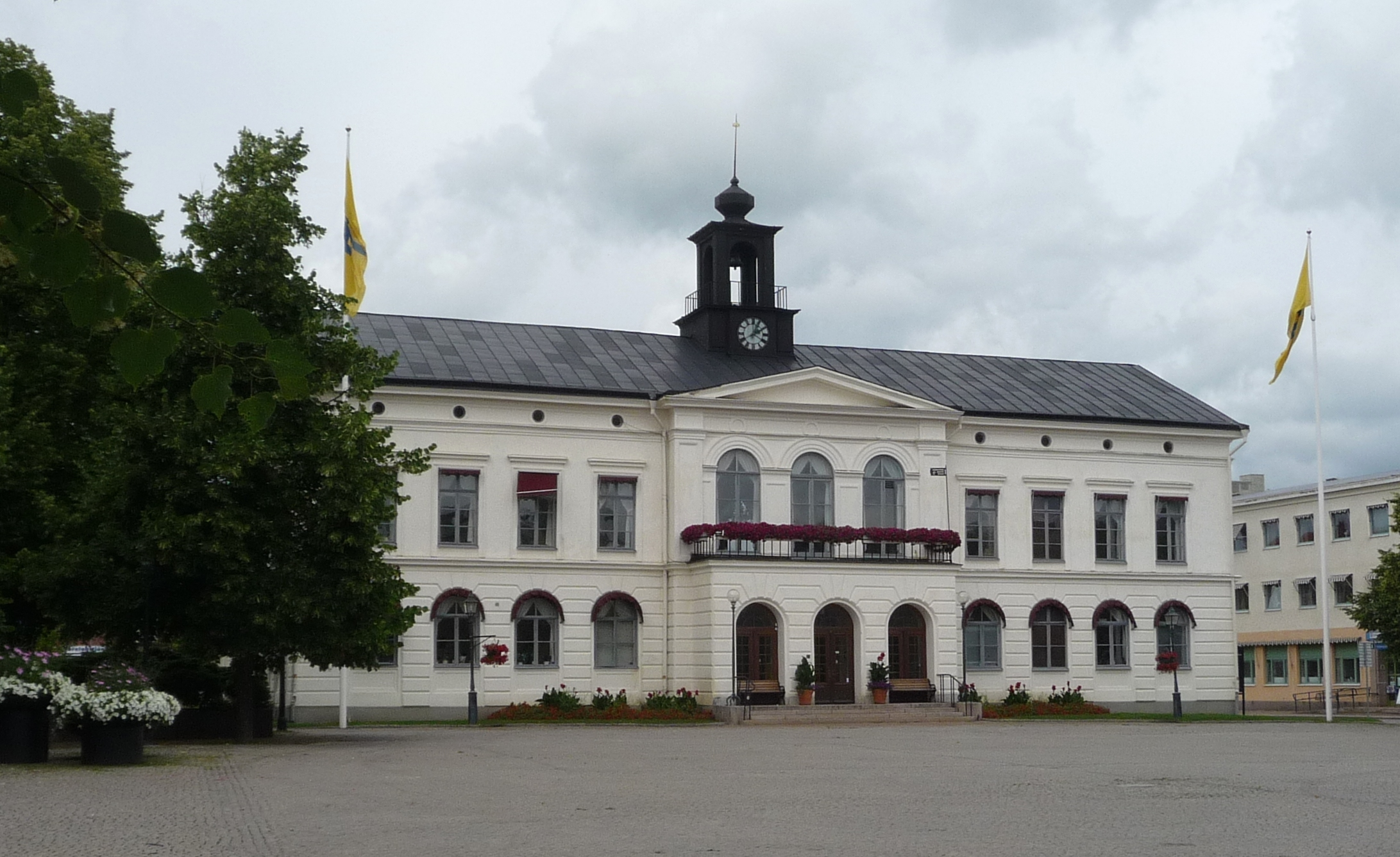
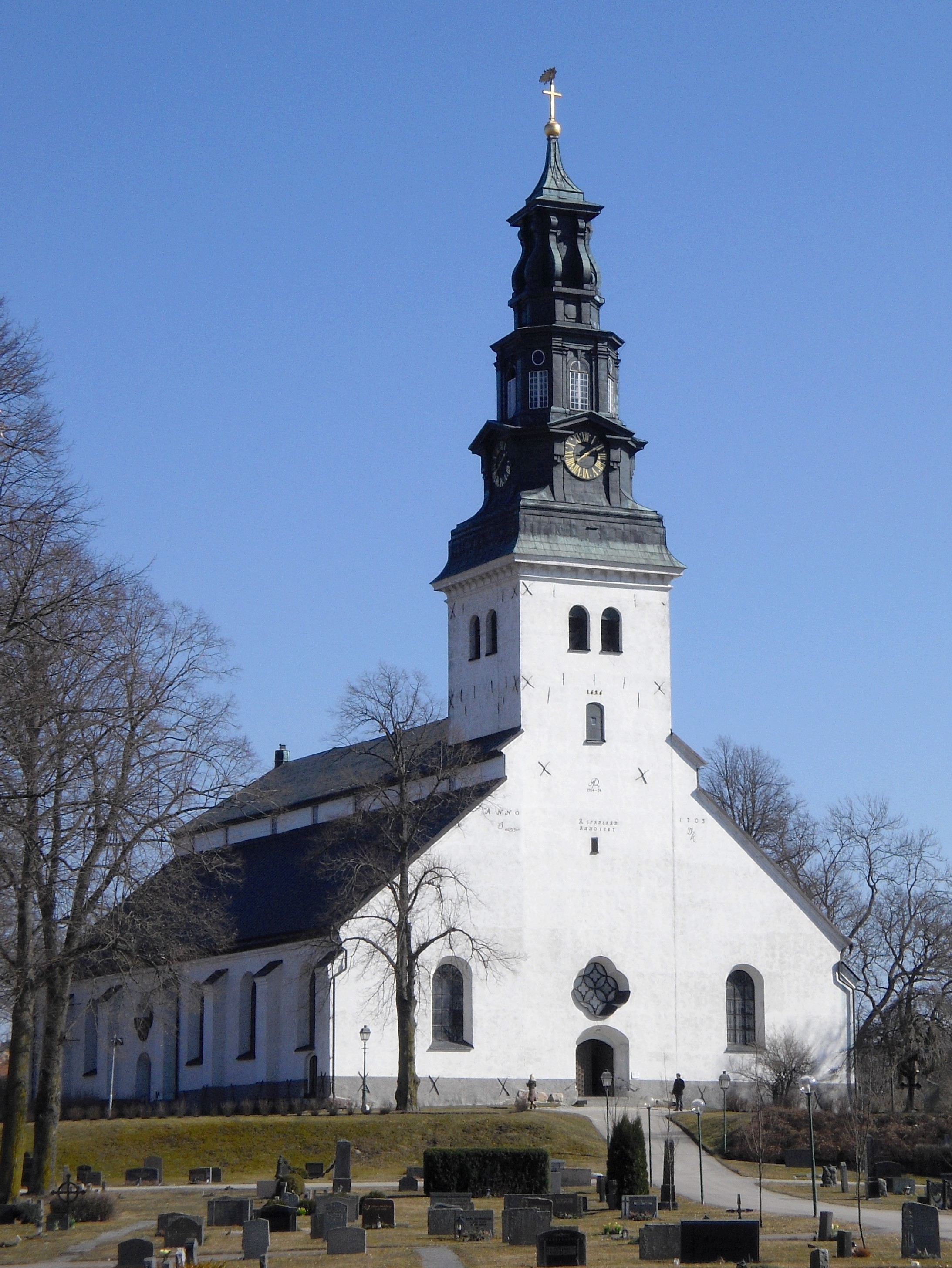
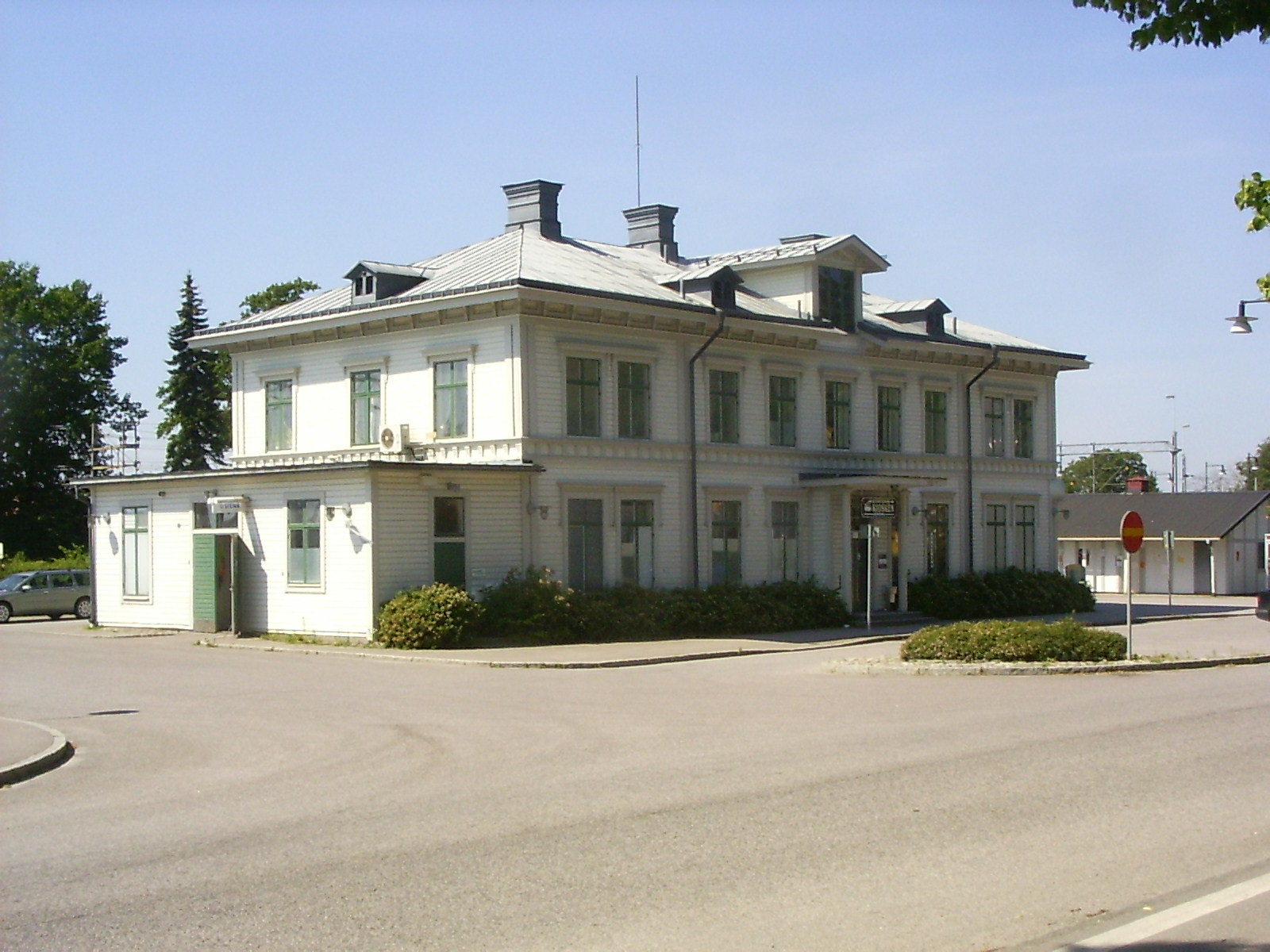